# تولید قهوه در السالوادور

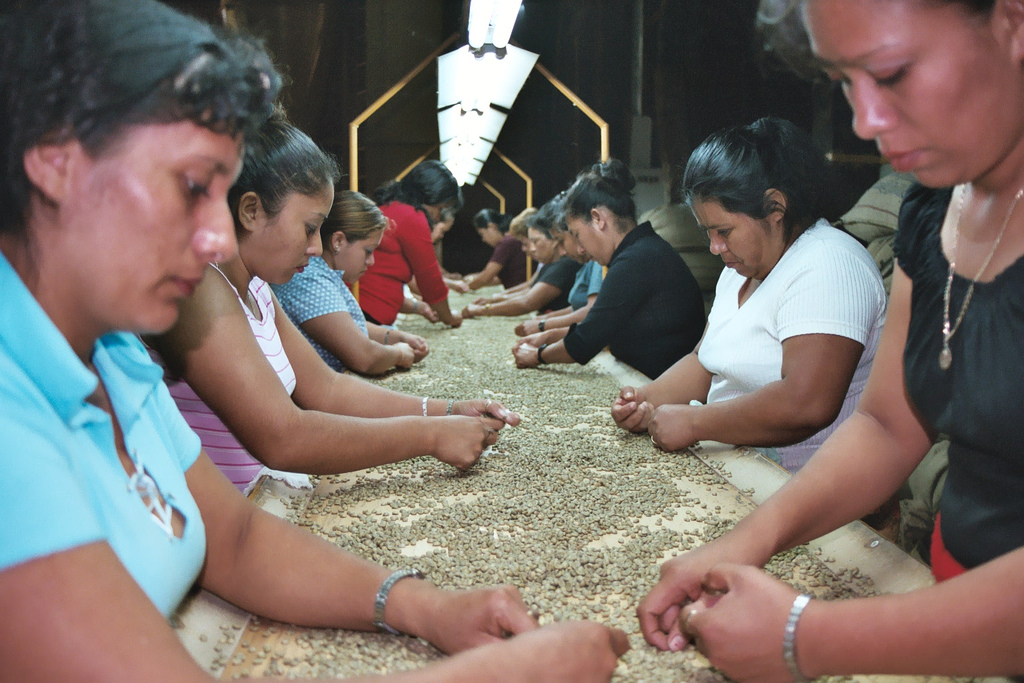
فرآوری قهوه سبز در اهواچوپان

تولید قهوه در السالوادور باعث تقویت اقتصاد السالوادور شده و بیش از یک قرن تاریخ این کشور را شکل داده است. تولید قهوه در قرن نوزده به سرعت در حال رشد بود، به‌طور معمول قهوه در السالوادور، منجر به بیش از ۵۰ درصد از درآمد صادراتی کشور می‌گردید و در سال ۱۹۸۰ با درآمدی بیش از ۶۱۵ میلیون دلار به اوج خود رسید.
به خاطر بحران اقتصادی و سیاسی ناشی از جنگ داخلی در دههٔ ۱۹۸۰، صنعت قهوه برای بازیابی صد در صد تلاش کرد و در سال ۱۹۸۵ حدود ۴۰۳ میلیون دلار از قهوه درآمد کسب کرد.
بازدهی محصول قهوه سبز به عنوان محصول ویژه السالوادور، از ۱۷۵٬۰۰۰ تن در سال ۱۹۷۹ به ۱۴۱٬۰۰۰ تن در سال ۱۹۸۶ به شکل مطلق کاهش یافت؛ کاهش ۱۹ درصدی که به‌طور مستقیم به کاهش سرمایه‌گذاری ناشی از جنگ، نسبت داده می‌شود. در سال ۲۰۰۰، این صنعت به خاطر افزایش رقابت کشورها در بازار جهانی به شدّت تحت تأثیر قرار گرفت، که در آن دانه‌های ارزان‌تر قهوه باعث کاهش قیمت‌ها می‌شدند. در سال ۲۰۰۲، تجارت قهوه تنها ۳٫۵ درصد از تولید ناخالص ملی السالوادور را تشکیل داد و بیش از ۹۰ درصد قهوه السالوادور به صورت کشت کلان قهوه در سایه است و حدود ۸۰ درصد از جنگل‌های السالوادور مرتبط با کشت کلان قهوه در سایه می‌باشد.